# 송업교
송업교(宋業敎, 1941년 5월 16일 ~ )는 대한민국의 정치인이다. 전라남도 나주시 출신이며 본관은 신평이다.

## 생애
광주제일고등학교(옛 이름 광주서중학교), 서울대학교 문리과대학 정치학과를 졸업했으며 1967년에 실시된 민주공화당 3기 공채를 통해 입당했다. 1981년부터 1987년까지 한국국민당 정책연구실장, 대한민국 국회 1급 정책연구위원을 역임했고 1987년부터 1990년까지 신민주공화당 정책실 차장을 역임했다.
1990년에 창당된 민주자유당에서는 제1정책조정실부실장, 부대변인을 역임했다. 1995년에는 민주자유당을 탈당하고 김종필 대표가 이끌던 자유민주연합에 입당했으며 자유민주연합에서 정책연구실장을 역임했다. 1996년 4월 11일에 실시된 대한민국 제15대 국회의원 선거에서 자유민주연합 전국구 후보로 출마했다. 1999년 3월 31일에는 정상천 자유민주연합 전국구 의원이 해양수산부 장관에 임명되면서 의원직을 사퇴함에 따라 의원직을 승계받았다.
2000년 2월 15일에는 자유민주연합을 탈당하고 김용환 대표가 이끌던 희망의한국신당에 합류했으며 희망의한국신당에서 정책위원회 의장, 중앙집행위원을 역임했다. 2000년 4월 13일에 실시된 대한민국 제16대 국회의원 선거에서는 희망의한국신당의 유일한 전국구 후보로 출마했으나 희망이 한국신당이 지역구 득표율 0.4%를 기록하면서 낙선했다. 2001년에 희망의한국신당이 해체되면서 한나라당에 합류했고 이회창 한나라당 총재의 공보특보로 활동했다.

## 역대 선거 결과
|  | 13.3% |

|  | 9.2% |

|  | 15.8% |

|  | 16.2% |

|  | 0.4% |

## 참고 자료
- 중앙선거관리위원회 (2000). 〈1. 후보자 명부 - 나. 비례대표 후보자명부 - 희망의한국신당〉. 《국회의원후보자명부》. 과천. 305~307쪽.
- 중앙선거관리위원회 (2000). 〈제3장 후보자 및 당선인 상황 - 제1절 후보자 명부 - 1. 비례대표 후보자 명부〉. 《제16대 국회의원 선거 총람》. 과천. 315~323쪽.